# Suguru Ito
Suguru Ito (Akita, 7 september 1975) is een voormalig Japans voetballer.

## Carrière
Suguru Ito speelde tussen 1996 en 2001 voor Nagoya Grampus Eight, Kyoto Purple Sanga, Vegalta Sendai en Shonan Bellmare.